# اچ‌ام‌سی‌اس راک‌کلیف (جی۳۳۵)
اچ‌ام‌سی‌اس راک‌کلیف (جی۳۳۵) (به انگلیسی: HMCS Rockcliffe (J335)) یک کشتی است که طول آن ۶۸٫۶ متر (۲۲۵ فوت) می‌باشد. این کشتی در سال ۱۹۴۳ ساخته شد.